# Собене-Єзьори
Собене-Єзьори (пол. Sobienie-Jeziory) — село в Польщі, у гміні Собене-Єзьори Отвоцького повіту Мазовецького воєводства.
Населення — 1377 осіб (2011).
У 1975-1998 роках село належало до Седлецького воєводства.

## Демографія
Демографічна структура станом на 31 березня 2011 року:
|          | Загалом | Допрацездатний вік | Працездатний вік | Постпрацездатний вік |
| -------- | ------- | ------------------ | ---------------- | -------------------- |
| Чоловіки | 665     | 126                | 477              | 62                   |
| Жінки    | 712     | 128                | 452              | 132                  |
| Разом    | 1377    | 254                | 929              | 194                  |